# 4Tact
4Tact is een Antwerpse muziekgroep die in het Antwerps dialect zingt en begon als tributeband voor de Antwerpse groep De Strangers. Intussen maken ze ook parodieën op muziek van andere artiesten.

## Geschiedenis
4Tact werd in 2019 opgericht door Ive Gorris en Robby van ’t Groenewolt, beide eerder al gekend van de groep Schuppezot (2006-2012). Na sollicitaties traden ook Wim Gijselinckx en Johan Van Mechelen toe. De groep startte als een tributeband voor de voormalige Antwerpse groep De Strangers, waarvan ze de gekende liedjes met een eigen stijl en de nodige humor brengen.
In een volgende fase bracht de groep eigen repertorium uit met onder andere: Antwaarpe wereldstad , Lot ons dansen,  Samen oep vakantie en Ik zen ni blij.
Bij de lancering in 2025 van Ik wil meer pree, een parodie op Oya Lélé van K3, kwamen ze ook met hun K4-boysband concept, verwijzend naar groepsleden met de namen Kenny, Kenji, Kurt en Karl.

## Prijzen en onderscheidingen
- 2023 - De loftrompet voor behoud van cultuur van MENT TV

## Discografie

### Albums
- 2021 - De Strangers tribjoet [1]
- 2024 - Half oem half [2]

### Singles
- Ik wil meer pree
- Tirol
- De Karstman komt ni nor de stad
- Ik zen ni blij
- Regimme
- Menier John, een eerbetoon aan John De Wilde van De Strangers
- Zedde ni verlegen
- Ik zou ni anders willen
- Samen oep vakantie
- Lot ons dansen
- Antwaarpe Wereldstad
- Gaat daar in Antwaarpe
- Geft ons een spuitje